# Katie Willis
Pour les articles homonymes, voir Willis.
Katie Willis, née le 1er mai 1991 à Calgary, est une sauteuse à ski canadienne. Pionnière du saut à ski féminin, elle promeut le développement de ce sport et son intégration au programme olympique.

## Biographie
Elle fait ses débuts internationaux en 2004 et obtient son premier podium (et aussi victoire) en Coupe continentale en août 2005 à Klingenthal, devant Anette Sagen et Jessica Jerome. En février 2007, elle revient sur le podium dans la compétition hivernale à Breitenberg, puis gagne son deuxième concours une semaine plus tard à Schonach. En 2007, elle devient aussi Championnats du monde junior à Tarvisio, derrière Lisa Demetz.
En 2009, elle prend part au premier championnat du monde féminin à Liberec, se classant 19e.
En 2010, alors qu'elle vient de prendre sa retraite sportive, il lui est proposé d'être ouvreuse au tremplin de Whistler aux Jeux olympiques d'hiver de 2010, mais elle refuse du fait de l'absence d'une compétition féminine lors de ces jeux, qui fera son apparition au programme seulement en 2014. Elle fait partie des personnes mettant la pression sur la Comité international olympique pour donner la chance aux femmes de participer aux Jeux olympiques en saut à ski. 
Elle fréquente ensuite l'Université McGill à Montréal pour des études d'ingénieur.

## Palmarès

### Championnats du monde
| Épreuve / Édition | Liberec 2009 |
| Individuel        | 19e          |

### Championnats du monde junior
| Épreuve / Édition | Kranj 2006 | Tarvisio 2007 | Zakopane 2008 | Štrbské Pleso 2009 |
| Individuel        | 9e         | Argent        | 7e            | 24e                |

### Coupe continentale
- Meilleur classement général : 6e en 2007.
- 5 podiums, dont 2 victoires.